# Палац Фальц-Фейна
Палац Фальц-Фейнів — маєток родини Фальц-Фейнів на правому березі Дніпра поблизу села Новоолександрівка, що на півночі Херсонської області (раніше маєток географічно належав до села Гаврилівка, але з утворенням Каховського водосховища його було відмежовано штучною затокою Дніпра, через що нині найближчим населеним пунктом є Новоолександрівка).

## Архітектура
Двоповерховий будинок у стилі неоренесанс із ліхтарем у вигляді чотирикутного склепінчастого бельведера мав компактний прямокутний план із симетричним рішенням усіх фасадів. Їхня стриманість порушувалась високою баштою з фігурним куполом і шпилем, яка підносилась над центральним ризалітом північного фасаду, тоді як парадний вхід, у вигляді величезного двосвітного аркового порталу широкого виносу, був влаштований із заходу. Велику засклену арку входу доповнювали симетрично вирішені широкі тераси по обидві сторони від порталу.

## Дендропарк
З південного і західного боку з палацом межував дендропарк, розбитий на складному рельєфі з системою каналів, озер і фонтанів. Дендропарк, а також зоопарк, були влаштовані Олександром Фальц-Фейном за прикладом брата Фрідріха (в Асканії-Нова). Але, на відміну від останнього, Олександр тримав екзотичних тварин не заради науки, а з естетичних почуттів. У вивченні живої природи він надавав перевагу іхтіології та іхтіофауні. Тут було споруджено 400-метрову дамбу зі складною системою каналів і три величезні ставки, в яких розводились рідкісні види риб. Перед будинком працювали фонтани, а в мармуровій чаші блискотіли золоті і червоні риби. У самому будинку на другому поверсі знаходилась оригінальна інженерна споруда — величезний акваріум, який неодмінно викликав захоплення гостей. 

## Занепад палацу
Комплекс був знищений повністю. З березня 1919 до кінця 1920 року у палаці і в парку бешкетували військові різних політичних забарвлень. Відстрілювали козуль, оленів, фазанів. Останні екзотичні риби зникли зі ставків уже в радянські часи, коли сильним вибуховим зарядом була зруйнована кам'яна дамба. Більшу частину дендропарку затопили води Каховського водосховища. На сьогодні збереглися практично всі стіни палацу та фрагменти фонтанів і системи каналів, а також приміщення конюшень, які в цей час використовуються як житлові приміщення.